# Heinrich Rose

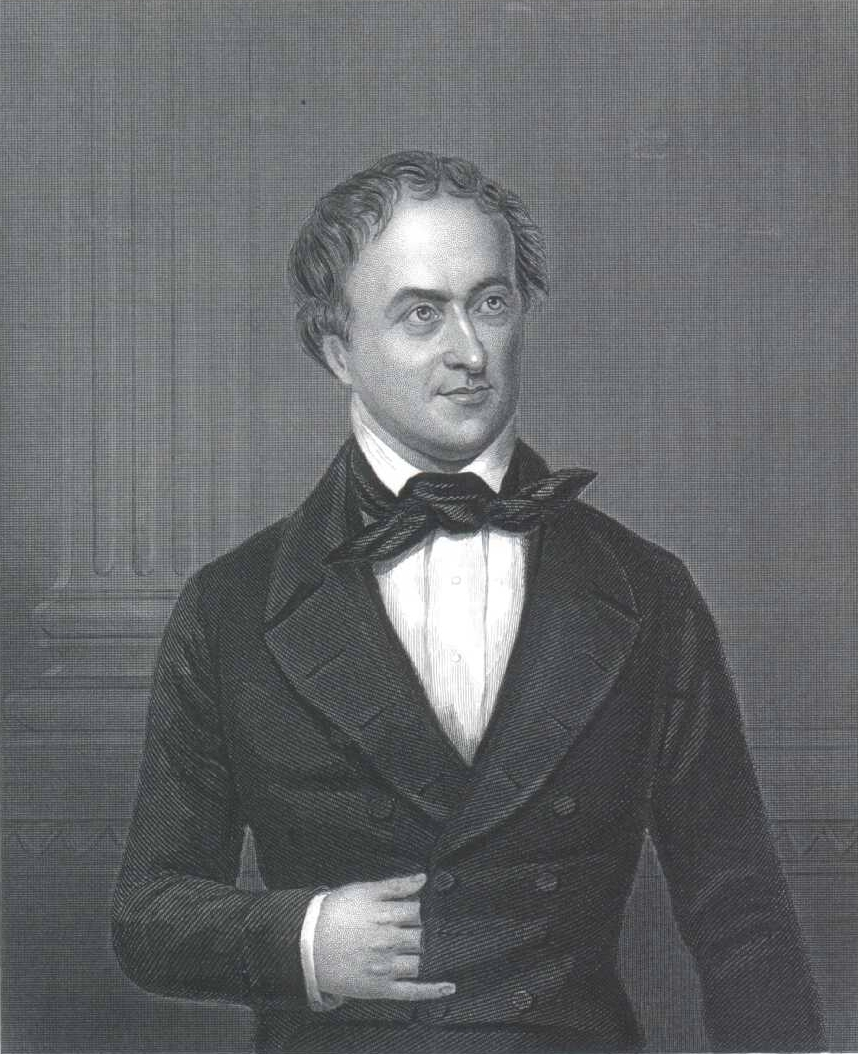
Heinrich Rose

Heinrich Rose (* 6. August 1795 in Berlin; † 27. Januar 1864 ebenda) war ein deutscher Mineraloge, analytischer Chemiker und (Wieder-)Entdecker des chemischen Elements Niob. Er war Sohn von Valentin Rose dem Jüngeren und Bruder von Gustav Rose.

## Leben
Heinrich Rose entstammte einer märkischen Kaufmanns- und Gelehrtenfamilie. Seine Erziehung und die seines Bruders übernahm nach dem Tod des Vaters der Chemiker Martin Heinrich Klaproth. Nach seiner Ausbildung zum Pharmazeuten wurde Rose von 1819 bis 1821 bei Jöns Jakob Berzelius zum Chemiker ausgebildet. Kurz darauf wurde er 1822 Dozent der Chemie an der Universität Berlin.  Ab 1835 war er ordentlicher Professor der Chemie in Berlin.
Sein Grab befand sich auf dem St.-Marien- und St.-Nikolai-Friedhof I im Berliner Ortsteil Prenzlauer Berg.

## Wirken
Im Jahre 1844 konnte er nachweisen, dass Niob- und Tantalsäure unterschiedliche Stoffe sind. Tantal war bereits bekannt, dem neuen ähnlichen Element gab er den Namen Niobium, nach Niobe, Tochter des Tantalus.
Rose hatte dabei keine Kenntnis von der Arbeit von Charles Hatchett aus dem Jahre 1801. Dieser hatte angenommen, dass Columbit-Erz ein einziges unbekanntes Element enthält, dem er den Namen Columbium gab. In Wirklichkeit enthält Columbit unter anderen Elementen die beiden Metalle Niob und Tantal. Ein weiteres unbekanntes Metall, das Rose in bayerischem Tantalit gefunden zu haben glaubte, und welches er Pelopium nannte, stellte sich später wiederum als Niob heraus.
Rose war einer der führenden Analytiker des 19. Jahrhunderts. Sein Handbuch der analytischen Chemie, das 1829 erschienen war, erlebte zahlreiche Auflagen. Neben der Entdeckung des Elements Niobium erforschte er die Chemie des Elements Titan. Im Dezember 1848 gehörte er bei der Gründung der Deutschen Geologischen Gesellschaft zu den 49 Teilnehmern der konstituierenden Sitzung.

## Ehrungen
1829 wurde er als korrespondierendes Mitglied in die Russische Akademie der Wissenschaften in Sankt Petersburg aufgenommen. 1832 wurde er Mitglied in der Preußischen Akademie der Wissenschaften.
1835 wurde er zum auswärtigen Mitglied der Bayerischen Akademie der Wissenschaften ernannt. 1843 wurde er korrespondierendes Mitglied der Académie des sciences, 1849 wurde er in die American Academy of Arts and Sciences gewählt. 1856 wurde er zum korrespondierenden Mitglied der Göttinger Akademie der Wissenschaften und 1860 zum Mitglied der Deutschen Akademie der Naturforscher Leopoldina gewählt. Außerdem wurde er am 31. Mai 1861 in den preußischen Orden Pour le Mérite für Wissenschaften und Künste aufgenommen.

## Werke
- Handbuch der analytischen Chemie
- Zusammensetzung des Columbits & Samarskits in Akademische Monatsberichte, Berlin 1862.